# Thanh Long (tứ tượng)

Thanh Long trên quốc kỳ của Trung Quốc trong triều đại nhà Thanh, 1889-1912

Thanh Long trên quốc hiệu Trung Quốc, 1913-1928

Thanh Long (phồn thể: 青龍, giản thể: 青龙, pinyin: Qīnglóng) hay Thương Long (phồn thể: 蒼龍, giản thể: 苍龙, pinyin: Cānglóng) là một trong tứ tượng của Thiên văn học Trung Quốc, và cũng là một khái niệm rộng trong phong thủy, thuyết âm dương và triết học phương Đông. 
Thanh Long (thời cổ đại gọi là Thương Long) là linh vật thiêng liêng bậc nhất trong tứ tượng, có tượng là hình rồng (long/龍), có màu xanh (thanh/青) hoặc xanh nhạt, xanh biếc (蒼/thương). Thanh Long đại diện cho yếu tố Mộc, hướng Đông và mùa xuân.
Thanh Long được gọi là Seiryuu (青竜/せいりゅう) trong tiếng Nhật, Cheongnyong (靑龍/청룡) trong tiếng Hàn và Azure Dragon trong tiếng Anh.

## Trong thiên văn

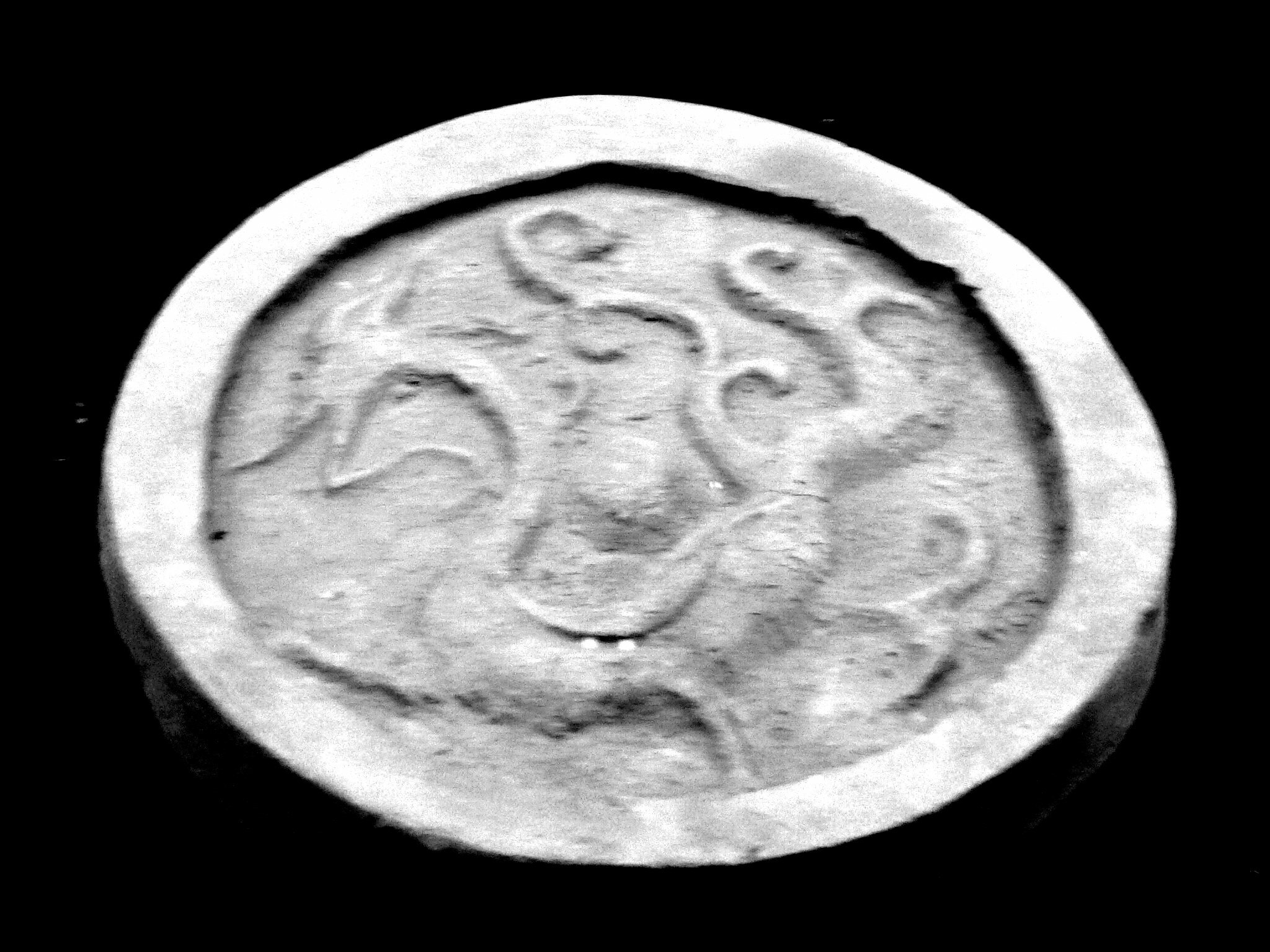
Hình Thanh long trên tác phẩm điêu khắc

Trong thiên văn, Thanh Long chỉ cung gồm 7 chòm sao phương đông trong Nhị thập bát tú, đó là:
- Giác Mộc Giao (sao Giác): Con giao long/ cá sấu/ thuồng luồng.
- Cang Kim Long (sao Cang): Con rồng.
- Đê Thổ Lạc (sao Đê): Lạc đà/ con cầy hương.
- Phòng Nhật Thố  (sao Phòng): Con thỏ .
- Tâm Nguyệt Hồ (sao Tâm): Con cáo.
- Vĩ Hỏa Hổ (sao Vĩ): Con hổ.
- Cơ Thủy Báo (sao Cơ): Con báo.

Trong đó Giác là hai sừng của rồng, Cang là cổ của rồng, Đê là móng chân trước của rồng, Phòng là bụng của rồng, Tâm là tim của rồng, Vĩ là đuôi của rồng, Cơ là móng chân sau của rồng. Bảy chòm sao này xuất hiện giữa trời tương ứng với mùa xuân.
Hai sao Phòng và Tâm là gần nhau nhất trong cung Thanh Long, có nhiều đặc điểm tương đồng về độ sáng, cấu tạo, chu kỳ,... nên thời được ví như hai chị em sinh đôi.
Thời Minh, chỉ huy sứ Cẩm y vệ được gọi là Thanh Long.